# بکه‌چوو
بکه‌چوو (انگلیسی: Bekechevo) یک شهرک در شهرستان کوگارچینسکی جمهوری باشقیرستان در کشور روسیه است.